# 24 de Diciembre
24 de Diciembre è un comune (corregimiento) della Repubblica di Panama situato nel distretto di Panama, provincia di Panama. Si estende su una superficie di 78,9 km² e conta una popolazione di 65.404 abitanti (censimento 2010).